# Beta Coronae Australis
Beta Coronae Australis (46 Coronae Australis) é uma estrela na direção da Corona Australis. Possui uma ascensão reta de 19h 10m 01.75s e uma declinação de −39° 20′ 26.5″. Sua magnitude aparente é igual a 4.10. Considerando sua distância de 508 anos-luz em relação à Terra, sua magnitude absoluta é igual a −1.86. Pertence à classe espectral K0II/IIICN..